# Syryjska narzeczona
Syryjska narzeczona (hebr. ‏הכלה הסורית‎) – francusko-niemiecko-izraelski komediodramat z 2004 roku w reżyserii Erana Riklisa.
Światowa premiera filmu miała miejsce 11 sierpnia 2004 roku podczas MFF w Locarno. Reżyser został nagrodzony w Locarno przez publiczność.

## Fabuła
Akcja filmu rozgrywa się w Madżdal Szams na granicy izraelsko-syryjskiej zamieszkanej przez Druzów. Panna młoda przygotowuje się do przejścia na drugą stronę granicy, by wziąć ślub z mieszkającym po syryjskiej stronie panem młodym. Gdy przekroczy granicę, nie będzie mogła już nigdy powrócić do rodzinnego miasteczka, straci status nieokreślonej narodowości. Z powodów biurokratycznych finalizacja zaślubin zdaje się wisieć na włosku.

## Obsada
W filmie wystąpili, m.in.:
- Hiam Abbass jako Amal
- Makram Khoury jako Hammed
- Clara Khoury jako Mona
- Ashraf Barhom jako Marwan
- Ali Suliman jako syryjski oficer
- Norman Issa jako syryjski oficer
- Evelyn Kaplun jako Evelyna
- Julie-Anne Roth jako Jeanne
- Adnan Tarabshi jako Amin